# Medalha Hector
A Medalha Hector (em inglês:  Hector Medal, antigamente conhecida como Hector Memorial Medal) é um prêmio em ciências concedido pela Sociedade Real da Nova Zelândia (em inglês:  Royal Society of New Zealand) em memória de sir James Hector a pesquisadores trabalhando na Nova Zelândia. É concedida anualmente de forma rotativa para diferentes ciências – atualmente são distinguidas três: química, física e matemática e informação. É concedida a um pesquisador que "realizou trabalho de grande mérito científico ou tecnológico e fez uma contribuição significativa para o avanço da área particular em ciências". Foi previamente rotacionada entre mais campos da ciência – em 1918 eram: botânica, química, etnologia, geologia, física (incluindo matemática e astronomia), zoologia (incluindo fisiologia animal). Por alguns anos foi concedida bianualmente – não foi concedida em 2000, 2002 e 2004.
Em 1991 foi ultrapassada pela Medalha Rutherford como a mais distinta premiação da Sociedade Real da Nova Zelândia.
O anverso da medalha apresenta um busto de James Hector e o reverso um maori laçando um huia. A última aparição confirmada de um huia antecede a atribuição da medalha em três anos.

## Recipientes
| Ano  | Recipientes                          | Área       |
| ---- | ------------------------------------ | ---------- |
| 1912 | Leonard Cockayne                     |            |
| 1913 | Thomas Hill Easterfield              |            |
| 1914 | Elsdon Best                          |            |
| 1915 | Patrick Marshall                     |            |
| 1916 | Ernest Rutherford                    |            |
| 1917 | Charles Chilton                      |            |
| 1918 | Thomas Frederic Cheeseman            |            |
| 1919 | Philip Robertson                     |            |
| 1920 | Percy Smith                          |            |
| 1921 | Robert Speight                       |            |
| 1922 | Coleridge Farr                       |            |
| 1923 | George Hudson                        |            |
| 1924 | Donald Petrie                        |            |
| 1925 | Bernard Aston                        |            |
| 1926 | Henry Devenish Skinner               |            |
| 1927 | Charles Cotton                       |            |
| 1928 | Duncan Sommerville                   |            |
| 1929 | G. M. Thomson                        |            |
| 1930 | John Ernest Holloway                 |            |
| 1931 | William Percival Evans               |            |
| 1932 | Te Rangi Hiroa (Peter H. Buck)       |            |
| 1933 | John Marwick, William Noel Benson    |            |
| 1934 | Charles Ernest Weatherburn           |            |
| 1935 | William Blaxland Benham              |            |
| 1936 | Walter Oliver                        |            |
| 1937 | John Reader Hosking                  |            |
| 1938 | Herbert Williams                     |            |
| 1939 | John Arthur Bartrum                  |            |
| 1940 | Donald Bannerman Macleod             |            |
| 1941 | Harold John Finlay                   |            |
| 1942 | Harry Howard Barton Allan            |            |
| 1943 | Lindsay Heathcote Briggs             |            |
| 1944 | Johannes Carl Andersen               |            |
| 1945 | John Henderson                       |            |
| 1946 | Henry Forder                         |            |
| 1947 | Arthur William Baden Powell          |            |
| 1948 | Gordon Herriott Cunningham           |            |
| 1949 | Robert Anthony Robinson              |            |
| 1950 | Ernest Beaglehole                    |            |
| 1951 | Francis John Turner                  |            |
| 1952 | Keith Edward Bullen                  |            |
| 1953 | Lancelot Eric Richdale               |            |
| 1954 | Lucy Cranwell                        |            |
| 1955 | Francis Brian Shorland               |            |
| 1956 | Roger Duff                           |            |
| 1957 | Harold Wellman                       |            |
| 1958 | Alister George McLellan              |            |
| 1959 | Barry Fell                           |            |
| 1960 | Edward Edinborough Chamberlain       |            |
| 1961 | Harry Bloom                          |            |
| 1962 | Ralph Piddington                     |            |
| 1963 | Charles Alexander Fleming            |            |
| 1964 | Derek Frank Lawden                   |            |
| 1965 | Richard Dell                         |            |
| 1966 | John Thorpe Holloway                 |            |
| 1967 | Richard Conrad Cambie                |            |
| 1968 | Gilbert Edward Archey                |            |
| 1969 | Douglas Saxon Coombs                 |            |
| 1970 | Brian Garner Wybourne                |            |
| 1971 | Ira James Cunningham                 |            |
| 1972 | Ted Bollard                          |            |
| 1973 | Michael Philip Hartshorn             |            |
| 1974 | Herbert Dudley Purves                |            |
| 1975 | Robert Cecil Hayes                   |            |
| 1976 | John Newton Dodd                     |            |
| 1977 | Campbell Stuart Wemyss Reid          |            |
| 1978 | Richard Ellis Ford Matthews          |            |
| 1979 | Leon Francis Phillips                |            |
| 1980 | Graham Liggins                       |            |
| 1981 | Trevor Hatherton                     |            |
| 1982 | Roy Kerr                             |            |
| 1983 | Raymond Robert Forster               |            |
| 1984 | Roderick Leon Bieleski               |            |
| 1985 | Peter Bernard David de la Mare       |            |
| 1986 | Robin Wayne Carrell                  |            |
| 1987 | Albert James Ellis                   |            |
| 1988 | Daniel Frank Walls                   |            |
| 1989 | Patricia Bergquist                   |            |
| 1990 | Peter Wardle                         |            |
| 1991 | Warren R. Roper                      |            |
| 1992 | Roger Curtis Green                   |            |
| 1993 | Richard Irving Walcott               |            |
| 1994 | Geoffrey Ernest Stedman              |            |
| 1995 | Robert Dudley Jolly                  |            |
| 1996 | John Charles Butcher                 |            |
| 1997 | Edward Neill Baker                   |            |
| 1998 | Paul Callaghan, Jeffery Lewis Tallon |            |
| 1999 | George Arthur Frederick Seber        |            |
| 2000 | No award                             |            |
| 2001 | Peter Schwerdtfeger                  |            |
| 2003 | Kenneth John Dallas MacKenzie        |            |
| 2005 | Ian H. Witten                        |            |
| 2006 | Richard Furneaux                     |            |
| 2007 | Timothy George Haskell               |            |
| 2008 | Gaven Martin                         |            |
| 2009 | Peter Steel                          | Química    |
| 2010 | Grant Williams                       | Química    |
| 2011 | Rod Downey                           | Matemática |
| 2012 | Margaret Brimble                     | Química    |
| 2013 | Richard Blaikie                      | Física     |
| 2014 | Marston Conder                       | Matemática |
| 2015 | Ian Brown                            | Química    |